# Loving County
Loving County is een van de 254 county's in de Amerikaanse staat Texas. Het heeft 64 inwoners en is daarmee de minst bevolkte county van de Verenigde Staten. Met gemiddeld 0,04 inwoners per km² is het tevens de dunstbevolkte county buiten Alaska. De hoofdplaats van Loving County is Mentone. De county werd oorspronkelijk gesticht in 1887, maar nadat het in 1897 bij Reeves County was ingelijfd, werd de county opnieuw geïnstitueerd in 1931. Loving County is vernoemd naar Oliver Loving, een voormalige Amerikaanse veehouder en -drijver.

## Geschiedenis

### Van de prehistorie tot de twintigste eeuw
Het gebied dat tegenwoordig onder Loving County valt had in de prehistorie veel drinkwaterbronnen die zowel nomaden als dieren in hun levensbehoeften voorzagen. De Spaanse ontdekkingsreiziger Antonio de Espejo doorkruiste de regio in 1583 alvorens hij de Pecos overstak. In 1854 verkende de Amerikaanse legerofficier John Pope het gebied voor de eventuele aanleg van de Pacific Railroad. In 1855 trok hij naar het noordwesten van de regio, waar hij een kamp stichtte. Dit kamp wilde hij inzetten als uitvalsbasis voor de zoektocht naar artesische putten in de omgeving. Het project faalde en drie jaar na de eerste pogingen verlieten Pope en zijn metgezellen het gebied. Pope's kamp werd van 1858 tot en met 1861 nog wel gebruikt als tussenstation van de Butterfield Overland Mail, een postkoetsdienst die van het oosten van de Verenigde Staten naar het westen liep.
Van 1837 tot 1874 viel het gebied dat tegenwoordig tot Loving County behoort onder het district Bexar. In 1874 werd het huidige Loving County gescheiden van Bexar, waarna het ging behoren tot Tom Green County. In 1887 werd Loving County ook van Tom Green County afgescheiden. Hoewel Loving County nu een aparte entiteit was, bleef het wegens gerechtelijke doeleinden organisationeel verbonden aan Reeves County.
Loving County is vernoemd naar Oliver Loving, een veehouder en pionier in het veedrijven. Samen met zijn collega Charles Goodnight ontwikkelde hij de Goodnight-Loving Trail, een route voor het verplaatsen van vee die van Texas tot Wyoming liep. In 1867 werd hij in de buurt van het huidige Loving County fataal verwond door leden van de Comanche.
Loving County is de enige Texaanse county die tweemaal zijn eigen bestuur heeft gekregen. De eerste keer vloeide voort uit een vermeend frauduleus plan vanuit medewerkers van de Loving Canal and Irrigation Company, waarbij bepaalde zaken zouden zijn verdraaid tegenover Texaanse staatsfunctionarissen. Het bedrijf in kwestie, dat zijn oorsprong vond in Denver, zou vanuit de Pecos omliggend land gaan irrigeren. Op 3 juni 1893 dienden de oprichters van het bedrijf een verzoek tot gescheiden organisatie voor Loving County in bij het bestuur van Reeves County. Dit verzoek was ondertekend door 150, naar men zegt, stemgerechtigden. Op 8 juli 1893 leidden 83 stemmen tot een zelfstandig bestuur voor Loving County. Medewerkers van het bedrijf stichtten de plaats Mentone ongeveer 19 km ten noorden van zijn hedendaagse tegenhanger en wezen het aan als countyzetel.
In augustus 1893 stroomde de Pecos over, wat de tot dan toe verrichte werkzaamheden van het bedrijf tenniet deed. Het project mislukte, maar de oprichters van het bedrijf behielden het bestuur over Loving County. In 1894 huurde een landeigenaar van Loving County een New Yorks bedrijf in om onderzoek te laten doen naar het vermeende illegale bestuur. Uit de investigatie bleek dat belastingdocumenten van de county waren meegenomen naar Denver.
Op 8 november 1894 vond een tweede lokale verkiezing plaats. De oprichters van het bedrijf en enkele niet-inwonenden werden herkozen, maar uit bewijs blijkt dat ook deze verkiezing frauduleus was. Tegen 1897 hadden de ambtenaren het gebied verlaten. Wegens de chaotische aard van het countybestuur besloot de staat Texas op 12 mei 1897 om de county wederom onderdeel te laten zijn van Reeves County.

### Twintigste eeuw
In de jaren voor 1910 kende het gebied een sterke bevolkingsgroei ten gevolge van een tweede, ditmaal legitieme, poging tot irrigatie. Deze onderneming leidde tot het ontstaan van de plaats Juanita (later Porterville) in het zuidwesten van de county. Ook dit project kende geen succes, want een foutieve toepassing van het irrigatiesysteem leidde tot droogte, wat op zijn beurt een bevolkingsdaling teweegbracht. Alhoewel landbewerking middels irrigatie in Loving County geen succes was, kende het gebied een aantal grote veeteelthouders.
In 1921 werd er olie in het gebied ontdekt, wat leidde tot een bevolkingsgroei in de regio. Dit zorgde voor het ontstaan van de gemeenschap Ramsey, vernoemd naar Bladen Ramsey, een van de grondleggers van de olieproductie in de streek. De productie bereikte haar piek in 1931, wat tevens het jaar was waarin Loving County, dankzij de gegroeide bevolking, voor de tweede keer een autoniem bestuur kreeg. De plaats Ramsey werd omgedoopt tot het hedendaagse Mentone. Dit werd de nieuwe countyzetel.
In 1945 verkoos Loving County als eerste Texaanse county een vrouw als sheriff. Edna Reed Clayton DeWees mocht de rol op zich nemen en zou deze tot in 1948 vervullen.
In 1972 sloot Loving County zijn schoolsysteem omdat er slechts twee leerlingen waren en de kosten daardoor te hoog lagen. Leerlingen uit Loving County waren vanaf toen af aan genoodzaakt om onderwijs te volgen in Winkler County.

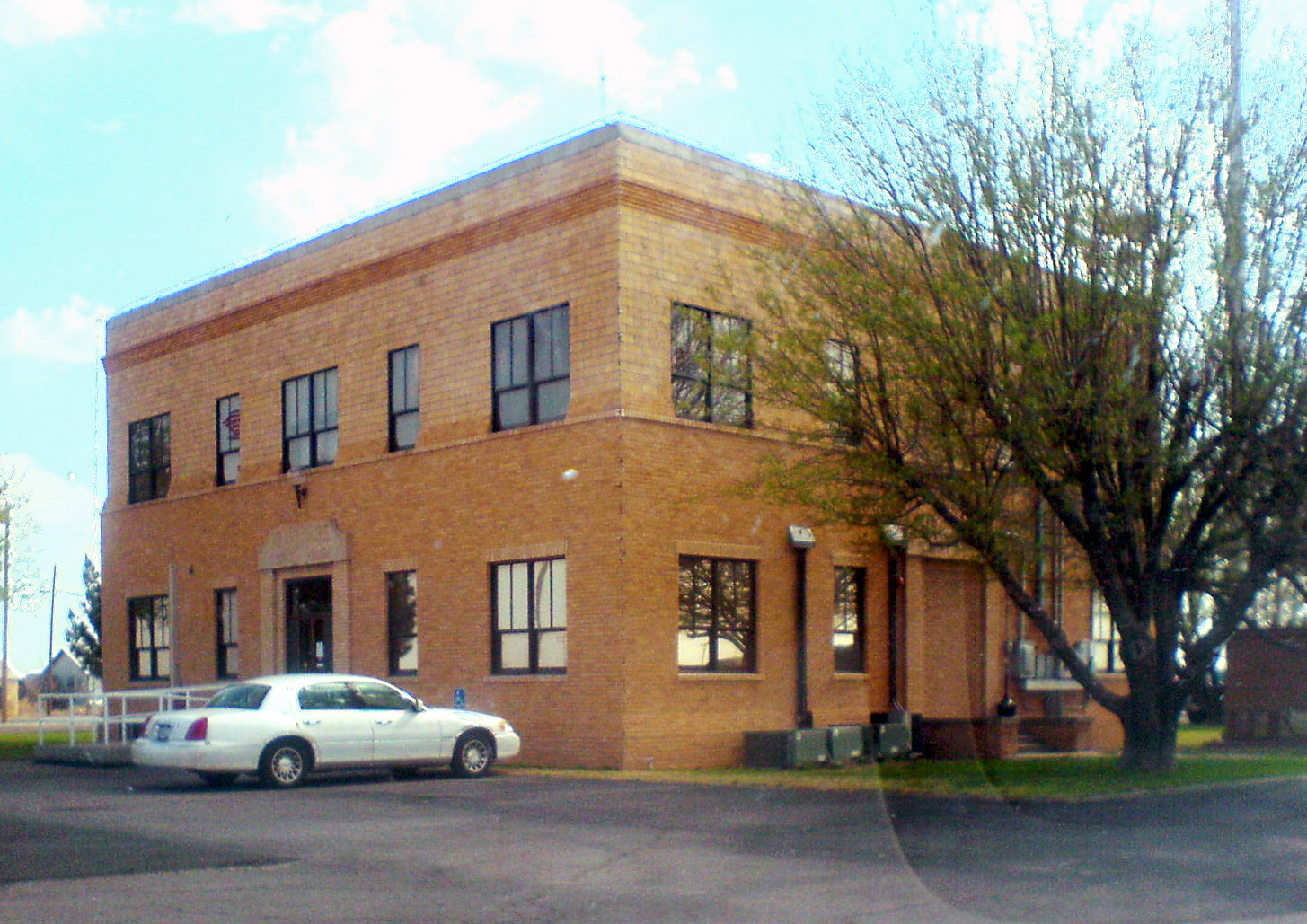
Het gerechtsgebouw van Mentone

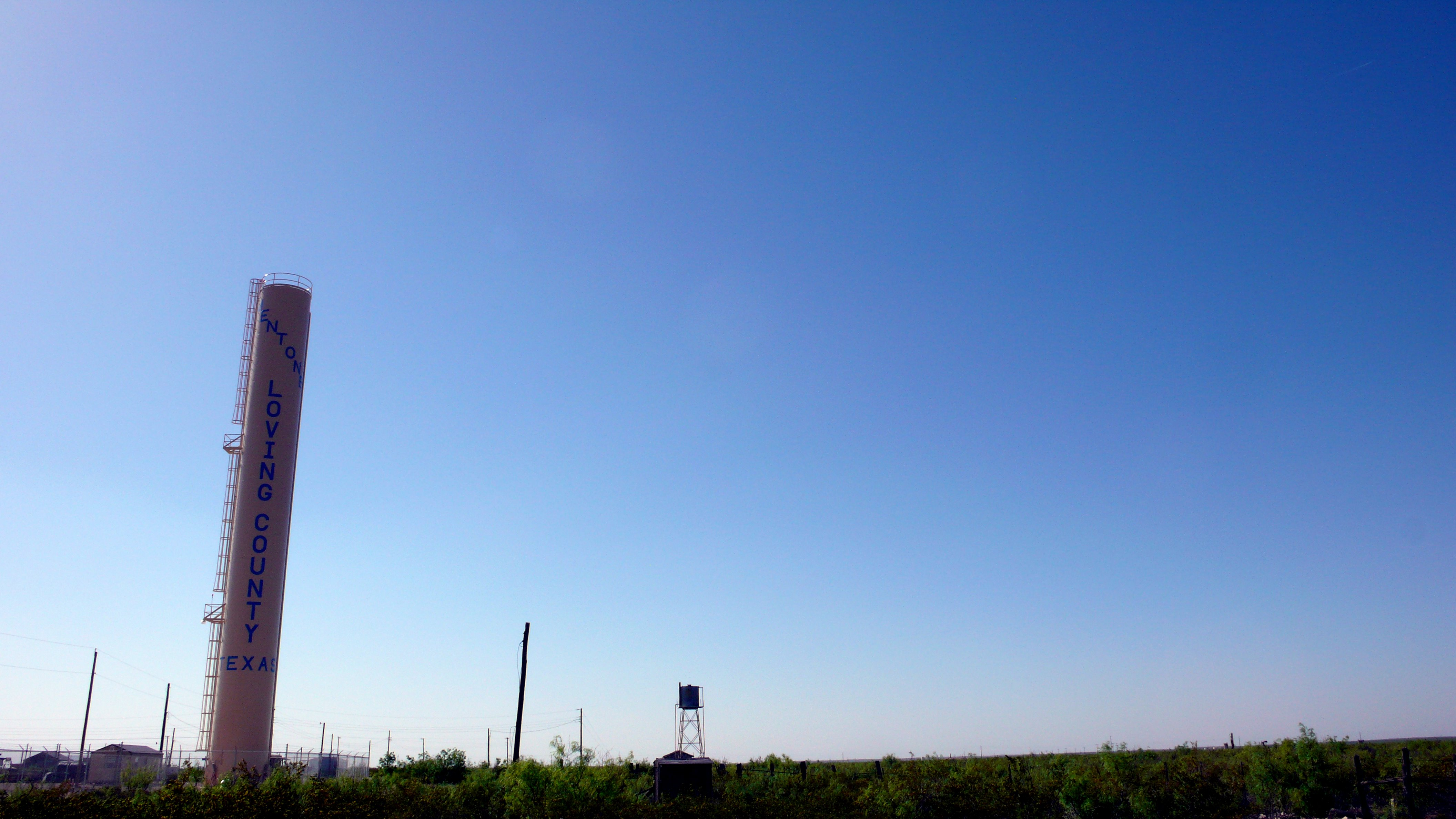
De watertoren van Loving County

### Eenentwintigste eeuw
Op 17 november 2020 werd Loving County tijdens de Coronapandemie de laatste county in de 48 aaneengesloten staten die ten minste één coronabesmetting had vastgesteld. Eerder hadden twee inwoners het virus elders opgelopen, waarna zij waren teruggekeerd naar Loving County om zichzelf in quarantaine te plaatsen, maar deze gevallen werden niet meegeteld in het totaalaantal van de county.

## Geografie
Loving County heeft een oppervlakte van 1.773 km², waarvan 20 km² (1,1%) water is. Het terrein van Loving County kan beschreven worden als platte woestijn met hier en daar heuvels. Het landschap bevat stepperollers, laag gras en cactussen. Daarnaast kan men tamarisk vinden langs de Pecos, de rivier die de westelijke grens van de county vormt. Dieren in de omgeving omvatten watervogels, kwartels, herten, dassen, pekari's, konijnen, rode lynxen, coyotes, gordeldieren, stinkdieren, opossums, wasberen, ratelslangen, killivissen, pekelkreeftjes en schildpadden.
Langs de noordwestelijke grens met Reeves County en Eddy County loopt de Pecos over in het het stuwmeer Red Bluff Resevoir. Het water van de Pecos kent een te hoge saliniteit om te dienen als drinkwater, waardoor de inwoners van Loving County een gezamenlijke watertank gebruiken. Het hoogste en laagste punt van de county bevinden zich op respectievelijk 1009 en 819 m boven de zeespiegel. Temperaturen in de county schommelen tussen gemiddeld -1,7°C in januari en 35,5°C in juli.

### Aangrenzende county's
- Lea County (New Mexico; ten noorden)
- Winkler County (ten oosten)
- Ward County (ten zuidoosten)
- Reeves County (ten zuidwesten)
- Eddy County (New Mexico; ten noordwesten)

### Gemeenschappen

#### Dorpen
- Mentone

#### Spookdorpen
- Hay Flat
- Porterville
- Woody

## Demografie
Volgens de Amerikaanse volkstelling van 2020 had Loving County een bevolking van 64, wat het de minst bevolkte county van de Verenigde Staten maakte. Gemiddeld wonen er 0,04 mensen per km² in Loving County. Het is daarmee de dunstbevolkte county van 48 aaneengesloten staten. Naar schatting was 94,7% van de bevolking in 2019 blank. Ongeveer 13,6% van de bevolking bestond uit latino's of hispanics. Daarnaast was, zo schat men, 3,6% van de bevolking Afro-Amerikaans, 1,2% van Aziatische komaf en 0,6% inheems.
De leeftijdsverdeling van Loving County was in 2019 naar schatting als volgt: 6,5% onder de 5 jaar, 22,5% van 5 tot en met 17 jaar, 57,4% van 18 tot en met 64 jaar en 13,6% 65 jaar of ouder. De bevolking bestond voor 42% uit vrouwen.
Het mediane jaarlijkse huishoudensinkomen in Loving County lag van 2015 tot en met 2019 op $83.750.

## Politiek
Loving County heeft sinds 1972 bij elke presidentsverkiezing op de Republikeinse kandidaat gestemd, behalve in 1992, toen de county de onafhankelijke kandidaat Ross Perot terzijde stond. In 1968 steunde de county een derde kandidaat: George Wallace van de American Independent Party. De county stemde voor het laatst op de Democratische kandidaat tijdens de presidentsverkiezingen van 1964. Reeds sinds de jaren 1940 worden er aanklachten van verkiezingsfraude in Loving County gedaan.

## In de populaire cultuur
Loving County is een liedje van het album Life of the Party van voormalig countryzanger Charlie Robison. In de roman Echo Burning van Lee Child trekt de hoofdpersoon Jack Reacher door Loving County.
Anderson · Andrews · Angelina · Aransas · Archer · Armstrong · Atascosa · Austin · Bailey · Bandera · Bastrop · Baylor · Bee · Bell · Bexar · Blanco · Borden · Bosque · Bowie · Brazoria · Brazos · Brewster · Briscoe · Brooks · Brown · Burleson · Burnet · Caldwell · Calhoun · Callahan · Cameron · Camp · Carson · Cass · Castro · Chambers · Cherokee · Childress · Clay · Cochran · Coke · Coleman · Collin · Collingsworth · Colorado · Comal · Comanche · Concho · Cooke · Coryell · Cottle · Crane · Crockett · Crosby · Culberson · Dallam · Dallas · Dawson · Deaf Smith · Delta · Denton · DeWitt · Dickens · Dimmit · Donley · Duval · Eastland · Ector · Edwards · El Paso · Ellis · Erath · Falls · Fannin · Fayette · Fisher · Floyd · Foard · Fort Bend · Franklin · Freestone · Frio · Gaines · Galveston · Garza · Gillespie · Glasscock · Goliad · Gonzales · Gray · Grayson · Gregg · Grimes · Guadalupe · Hale · Hall · Hamilton · Hansford · Hardeman · Hardin · Harris · Harrison · Hartley · Haskell · Hays · Hemphill · Henderson · Hidalgo · Hill · Hockley · Hood · Hopkins · Houston · Howard · Hudspeth · Hunt · Hutchinson · Irion · Jack · Jackson · Jasper · Jeff Davis · Jefferson · Jim Hogg · Jim Wells · Johnson · Jones · Karnes · Kaufman · Kendall · Kenedy · Kent · Kerr · Kimble · King · Kinney · Kleberg · Knox · La Salle · Lamar · Lamb · Lampasas · Lavaca · Lee · Leon · Liberty · Limestone · Lipscomb · Live Oak · Llano · Loving · Lubbock · Lynn · Madison · Marion · Martin · Mason · Matagorda · Maverick · McCulloch · McLennan · McMullen · Medina · Menard · Midland · Milam · Mills · Mitchell · Montague · Montgomery · Moore · Morris · Motley · Nacogdoches · Navarro · Newton · Nolan · Nueces · Ochiltree · Oldham · Orange · Palo Pinto · Panola · Parker · Parmer · Pecos · Polk · Potter · Presidio · Rains · Randall · Reagan · Real · Red River · Reeves · Refugio · Roberts · Robertson · Rockwall · Runnels · Rusk · Sabine · San Augustine · San Jacinto · San Patricio · San Saba · Schleicher · Scurry · Shackelford · Shelby · Sherman · Smith · Somervell · Starr · Stephens · Sterling · Stonewall · Sutton · Swisher · Tarrant · Taylor · Terrell · Terry · Throckmorton · Titus · Tom Green · Travis · Trinity · Tyler · Upshur · Upton · Uvalde · Val Verde · Van Zandt · Victoria · Walker · Waller · Ward · Washington · Webb · Wharton · Wheeler · Wichita · Wilbarger · Willacy · Williamson · Wilson · Winkler · Wise · Wood · Yoakum · Young · Zapata · Zavala